# Darko Stanić
Darko Stanić (serbisch-kyrillisch Дарко Станић; * 8. Oktober 1978 in Mojkovac, SR Montenegro, SFR Jugoslawien) ist ein ehemaliger serbischer Handballspieler auf der Position des Torwarts.

## Karriere
Stanić spielte von Oktober 2014 bis März 2015 beim deutschen Bundesligisten SG BBM Bietigheim. Davor stand der 1,97 Meter große und 92 Kilogramm schwere Torhüter ab 2011 beim mazedonischen Klub RK Metalurg Skopje unter Vertrag, mit dem er 2012 und 2014 Meister sowie 2013 Pokalsieger wurde. Zuvor spielte er bei RK Brskovo Mojkovac, RK Berane, RK Lovćen Electrolux Podgorica, RK Lovćen Cetinje, RK Roter Stern Belgrad, TV Suhr, GC Amicitia Zürich und RK Koper. Mit Roter Stern wurde er 2004 Serbisch-montenegrinischer Meister und Pokalsieger, mit Koper 2011 Slowenischer Meister sowie 2009 und 2011 Pokalsieger.
Mit diesen Vereinen spielte er im Europapokal der Pokalsieger (2009/2010), in der EHF Champions League (2004/2005, 2008/2009), dem Euro-City-Cup (1998/1999), im EHF-Pokal (1997/1998, 2005/2006) und im EHF Challenge Cup (2003/2004).
Von Mai 2006 bis Mai 2008 wurde gegen Stanić eine Dopingsperre wegen eines positiven Kokaintests verhängt.
Darko Stanić stand im Aufgebot der serbischen Nationalmannschaft für die Europameisterschaft 2010 und die Weltmeisterschaft 2011. 
Bei der Europameisterschaft 2012 im eigenen Land wurde er mit dem serbischen Team Vize-Europameister und als bester Torwart in das „All-Star-Team“ gewählt. Im Sommer desselben Jahres nahm er an den Olympischen Spielen in London teil. Er nahm auch an der Europameisterschaft 2014 in Dänemark teil.
Im Sommer 2012 sollte er ursprünglich zu Frisch Auf Göppingen wechseln. Nach einigem Hin und Her behielt Skopje Stanić letzten Endes und gab stattdessen Žarko Marković an Frisch Auf ab.
Ab März 2015 lief Stanić für den kuwaitischen Verein al Kuwait SC auf. Zu Beginn der Spielzeit 2015/16 hütete er das Tor der Rhein-Neckar Löwen. Im Oktober 2015 wurde sein Vertrag aufgelöst und er schloss sich dem katarischen Verein al-Jaish an.